# Jean Vendeville
Jean Vendeville, né le 24 juin 1527 à Lille et mort le 15 octobre 1592 à Tournai, est un juriste et homme d'Église néerlandais, originaire du comté de Flandre, sous les règnes de Charles Quint et de Philippe II. 
Professeur de droit à l'université de Douai à partir de 1561, il est actif pour la défense de la religion catholique à la suite du concile de Trente et contribue notamment à la création du collège anglais de Douai. Il est conseiller de Philippe II durant l'insurrection des Pays-Bas commencée en 1568. 
Ordonné prêtre en 1581, il est nommé évêque de Tournai en 1587.

## Biographie

### Origines familiales
Il est le fils de Guillaume Vendeville, bourgeois de Sainghin-en-Mélantois, bourgeois de Lille, et de Marie des Barbieux. 
Il naît à Lille ou peut-être à Sainghin-en-Mélantois, localité très proche de Lille.  
Un de ses frères, Jacques, devient chanoine du chapitre de  la collégiale Saint-Pierre de Lille. Il a également un neveu, Jean, curé de Ghistelles, et un autre, Adrien doyen de Dixmude.

### Formation et débuts comme juriste
Il commence ses études à Menin puis, à l'âge de quinze ans, part étudier le droit à l'université de Paris. 
Il rentre ensuite aux Pays-Bas et commence à exercer à Arras (comté d'Artois). 
En 1551, il épouse Anne Roelofs, issue d'une famille noble de Louvain. De ce mariage nait (avant décembre 1562) un unique enfant, Marie, qui épousera Léonard de Bockhoren, maître à la chambre des comptes de Lille.
En 1553, Vendeville obtient un doctorat en droit à l'université de Louvain. Il est alors nommé professeur ordinaire de droit. 
En 1556, il est envisagé pour devenir membre du Grand conseil des Pays-Bas, l'instance juridique la plus haute, mais il refuse cette fonction, préférant se consacrer à l'étude, non seulement du droit, mais aussi des lettres grecques et latines, de la théologie, de la philosophe et des mathématiques, ainsi qu'à une vie de dévotion, dans la tradition néerlandaise de L'Imitation de Jésus-Christ et de la devotio moderna.
Le 29 décembre 1562, il devient  par achat « bourgeois » de la ville de Lille.

### Professeur à Douai
La même année, il est nommé professeur de droit à l'université de Douai, créée en 1559. 
Son influence s'exerce pour recueillir le soutien des laïcs afin d'établir des séminaires diocésains aux Pays-Bas, et pour la création de collèges des Jésuites à Douai et à Lille. Cette action a lieu dans le cadre des mesures préconisées par le concile de Trente, qui s'est déroulé de 1542 à 1563.
Il fait un séjour à Rome pour inciter l'Église, alors dirigée par le pape Pie V, à mettre en place des séminaires, puis rentre aux Pays-Bas en compagnie de William Allen, réfugié catholique anglais ordonné prêtre en 1565, qu'il aide à fonder le collège anglais de Douai en 1569. 
Il adresse aussi un mémoire sur le sujet à l'un des principaux dirigeants des Pays-Bas, Viglius van Aytta. Celui-ci fonde ensuite un collège pour étudiants pauvres à l'université de Louvain. 
Sur le plan politique, cette période est marquée par le début de troubles graves aux Pays-Bas : en 1566, la révolte des Gueux et la furie iconoclaste, dont l'épisode principal est le siège de Valenciennes (novembre 1566-mars 1567) ; en 1567, l'arrivée du duc d'Albe à la tête de troupes espagnoles et l'éviction de la gouvernante Marguerite de Parme ; en 1568, le commencement de l'insurrection du conseiller d'État et stathouder de Hollande Guillaume d'Orange-Nassau, origine de la guerre de Quatre-Vingts Ans (1568-1648).

### Partisan de Philippe II durant l'insurrection des Pays-Bas
Il perd son épouse en 1574, à une époque où les Pays-Bas des Habsbourg sont divisés entre les partisans de Philippe II, souverain des Pays-Bas depuis 1555 et roi d'Espagne depuis 1556, et les partisans du prince Guillaume d'Orange, ancien conseiller d'État de Philippe, stathouder de Hollande et de Zélande, dans le cadre d'une grande insurrection commencée en 1568.
À partir de 1572, les insurgés, qui se nomment eux-mêmes les « Gueux », tiennent solidement les comtés de Hollande et de Zélande. Dans les années 1576-1577, les forces gouvernementales sont en très mauvaise posture, alors que les États généraux ont pris le pouvoir à Bruxelles, lieu de résidence du gouverneur général des Pays-Bas, obligé de se réfugier à Namur à partir de mai 1577.
Il part un moment en exil en tant que partisan déclaré de la cause de Philippe II. Il mène des négociations pour le compte du roi et est nommé membre du conseil privé.
En 1578, après l'arrivée de renforts sous le commandement d'Alexandre Farnèse, les forces gouvernementales se rétablissent, notamment après leur victoire de Gembloux (31 janvier 1578). Au début de 1579, quelques provinces et villes font leur soumission à Philippe II au sein de l'union d'Arras, tandis que les insurgés forment l'union d'Utrecht, premier pas vers la création d'un nouvel État, les Provinces-Unies.

### Entrée dans l'Église (1581) et carrière ecclésiastique
En 1580, Vendeville abandonne la vie politique pour entrer dans les ordres. Il est ordonné prêtre en 1581. Il se fait remarquer pour son action charitable pendant la disette de 1586. 
Philippe II le propose comme évêque de Tournai en 1586 et sa nomination est confirmée en 1587. Il prête serment de fidélité à Philippe en tant qu'évêque de Tournai le 6 octobre 1587. Il est consacré évêque le 29 mai 1588. 
En 1589, il convoque un synode pour l'application dans son diocèse des réformes du concile de Trente.

### Mort et funérailles
Mort le 15 octobre 1592 à Tournai, il est enterré le lendemain dans le chœur de sa cathédrale.